# Rymań (gemeente)
De gemeente Rymań is een landgemeente in het Poolse woiwodschap West-Pommeren, en onderdeel van powiat Kołobrzeski.
De gemeente bestaat uit 9 administratieve plaatsen solectwo : Dębica, Drozdowo, Gorawino, Jarkowo, Kinowo, Leszczyn, Rymań, Rzesznikowo en Starnin.
De zetel van de gemeente is in het dorp Rymań.
De gemeente beslaat 20,1% van de totale oppervlakte van de powiat.

## Demografie
Stand op 30 juni 2004:
| Omschrijving                   | Totaal | Totaal | Vrouwen | Vrouwen | Mannen | Mannen |
| ------------------------------ | ------ | ------ | ------- | ------- | ------ | ------ |
| eenheid                        | aantal | %      | aantal  | %       | aantal | %      |
| inwoners                       | 4168   | 100    | 2052    | 49,2    | 2116   | 50,8   |
| bevolkingsdichtheid (inw./km²) | 28,5   | 28,5   | 14      | 14      | 14,5   | 14,5   |

De gemeente heeft 5,5% van het aantal inwoners van de powiat. In 2002 bedroeg het gemiddelde inkomen per inwoner 1538,59 zł.

## Plaatsen zonder de statussołectwo
Bębnikąt, Bukowo, Czartkowo, Drozdówko, Gołkowo, Jaglino, Kamień Rymański, Leszczyn-Kolonia, Lędowa, Małobór, Mechowo, Mirowo, Petrykozy, Płonino, Rębice, Rzesznikówko, Skrzydłowo, Starża, Strzeblewo.

## Aangrenzende gemeenten
powiat Kołobrzeski : (Gościno en Siemyśl), powiat Gryficki : (Brojce, Płoty en Trzebiatów), powiat Łobez : (Resko), powiat Świdwiński : (Sławoborze)